# Segeste
Segestes (fl. I secolo) fu un nobile e politico appartenente alla tribù germanica dei Cherusci, coinvolto negli eventi che portarono alla sconfitta romana nella battaglia della foresta di Teutoburgo.
Era il suocero di Arminio.
Nobile germanico, viene descritto come leale alleato dei romani ed ebbe in odio Arminio, in quanto questi aveva rapito la sua figlia Thusnelda per sposarla.

## Storia
Arminio, il nobile dei Cherusci nonché leader militare, ne sposò la figlia Thusnelda nonostante il suo parere contrario. Segeste, che ad Arminio preferiva i romani, meditò a lungo prima di trovare un modo per vendicarsi. Nel 9 avvertì il governatore romano Publio Quintilio Varo dell'imminente crescita dei suoi compatrioti, ma non venne creduto, anche quando consigliò Varo di imprigionare tutti i comandanti germanici, lui stesso compreso, per aver tempo di verificarne le reali intenzioni.
Varo e le sue tre legioni vennero sterminati nella battaglia della foresta di Teutoburgo, durata tre giorni, in cui numerosi alleati germanici, con a capo Arminio, tesero loro un'imboscata.
Segeste si schierò apertamente contro Arminio quando Germanico invase la Germania settentrionale nel 15, nel tentativo di ristabilire il dominio romano sulla regione. Assediato nella sua fortezza dai compatrioti, Segeste chiese aiuto a Germanico il quale lo soccorse. Segeste consegnò la figlia incinta, moglie di Arminio, a Germanico sotto forma di prigioniera. Thusnelda venne portata a Roma e, insieme al fratello Segimundo, venne esibita nella parata che Germanico organizzò il 26 maggio del 17, con il padre a fare da spettatore. Thusnelda non tornò mai a casa. Il solo figlio di Arminio, Tumelico, partorito durante la prigionia, venne addestrato come gladiatore a Ravenna e morì durante un combattimento prima di compiere i 20 anni.
Il colpo finale ci fu nel 21, quando Segeste ed altri parenti uccisero Arminio. Segeste venne infine spostato da Germanico in qualche provincia romana ad ovest del Reno.

## Fonti
La più importante fonte storica riguardo a Segeste è Tacito negli Annales (1, 55-59). Anche gli storici romani Velleio Patercolo, Floro e Cassio Dione lo citano.